# 东升乡 (望奎县)
东升乡，是中华人民共和国黑龙江省绥化市望奎县下辖的一个乡镇级行政单位。

## 行政区划
东升乡下辖以下地区：
恭四村、恭五前村、厢黄前头村、厢黄后头东村、厢黄后头西村和乾一村。